# Фолратсруе
Фолратсруе (њем. Vollrathsruhe) општина је у њемачкој савезној држави Мекленбург-Западна Померанија. Једно је од 60 општинских средишта округа Мириц. Према процјени из 2010. у општини је живјело 499 становника. Посједује регионалну шифру (AGS) 13056070.

## Географски и демографски подаци
Фолратсруе се налази у савезној држави Мекленбург-Западна Померанија у округу Мириц. Општина се налази на надморској висини од 70 метара. Површина општине износи 31,2 km². У самом мјесту је, према процјени из 2010. године, живјело 499 становника. Просјечна густина становништва износи 16 становника/km².